# Војислав Николајевић
Војислав Николајевић (Београд, 1876 — Емсдетен, 1950) био је српски армијски генерал, учесник Кумановске битке у Првом балканском рату, Првог и Другог светског рата.

## Кумановска битка
Првог дана Кумановске битке највећа борба се водила на Сртевици. Четнички одред мајора Војина Поповића (војводе Вука) и Седми пешадијски пук Дунавске дивизије под командом Александра Глишића бранили су положаје против надмоћнијих Турака. Памте се речи храброг Александра Глишића пре погибије: „Напред браћо, изгибосмо!“ Мајор Николајевић, командант Другог батаљона, својом присебношћу и храброшћу преокренуо је ток битке. Након погибије потпуковника Глишића, наредио је јуриш и кренуо напред са исуканом сабљом и српском заставом. Његово херојство је осоколило остале војнике који су кренули за својим командантом.

## Анри Барби о Војиславу Николајевићу
Анри Барби, француски дописник, са српском војском је прошао читав рат и у својој књизи „Српске победе“ овако описује те драматичне тренутке:
"Одједном главни јунак овог надчовечанског отпора, командант седмог пука, пуковник Глишић, паде, погођен једним зрном. Мајор Војислав Николајевић виде кад је пуковник пао. Он полети, извуче своју сабљу, петнаест официра, то је било све што је остало, учинише то исто. Један крик одјекну: "Јуриш". Тада у једној врсти заноса, остаци 7. пука полетеше напред и чудо се догоди. Ред по ред, корпус турске војске био је збрисан, одбијен! Мајор Николајевић, с једном руком којом није могао кретати, са раном на леђима која је зјапила, непрестано је био на челу својих војника. Погодила су га два зрна од шрапнела у десно раме и једна му је граната расекла плећку. Међутим, бесни јуриш још је био убрзан, једна батерија узета на јуриш. Пренеражене тобџије, који нису имали времена да побегну, приковани су за своје топове. Рањен на још два места, мајор Николајевић, пао је са једном сломљеном ногом, али жртва његова није била узалудна, на целој линији непријатељ је бежао. Турска офанзива била је коначно сломљена".
Војници су га нашли без свести, у ноћи после битке.
Велика победа код Куманова, била је прва српска победа у Првом балканском рату и најавила је скорашњи крај турске владавине на Балкану.

## После битке[3]
Мајор Николајевић је преживео. За своје велике заслуге одликован је највећим војничким одликовањем Карађорђевом звездом с мачевима и унапређен у чин потпуковника.
Пошто се опоравио постављен је за начелника штаба Вардарске дивизијске области. После само два месеца постављен је на дужност помоћника команданта Х пешадијског пука "Таковског".
У Прво светском рату је био командант неколико пешадијских пукова (IV и V прекобројног пука, IV пешадијског пука „Стеван Немања“, XXIV и XXI пешадијског пука).
После рата је био на дужностима команданта бригаде, помоћника команданта дивизијске области, команданта дивизијске области, председника Војно-дисциплинског суда, помоћника команданта 5. армијске области и команданта 3. армијске области.
Пензионисан је 26. 02. 1937. године у чину армијског генерала.
Реактивиран је у априлу 1941. године и постављен за команданта Београда. Заробљен је и одведен у логор у Немачку где је провео све четири ратне године. По ослобођењу је остао у емиграцији у Западној Немачкој.
Мало је података о Војиславу Николајевићу. Познато је да се оженио и да је у 50-ој години добио ћерку. Отишао је у рат 1941. године, пао у. заробљеништво и у логору провео 4 године. Преминуо је 1950. године у Емсдетену. Сахрањен заједно са осталим српским војницима на Српском војничком гробљу у Оснабрику. Данас заборављен, био је узор целокупном тадашњем свету који му се дивио, о њему је писала сва водећа домаћа и светска штампа.

## Одликовања[5]
Војислав Т. Николајевић је добитник највиших одликовања међу којима је чак пет Карађорђевих звезда (четири са мачевима и једна без). Није познато да је још неко толико пута одликован овим орденом.
Одликовања и број указа:
- Орден Карађорђеве звезде са мачевима IV степена - 1912.
- Орден Карађорђеве звезде са мачевима IV степена - ФАбр. 37991, 24.10.1922.
- Орден Карађорђеве звезде са мачевима III степена - ФАОБр. 135891, 17.01.1920.
- Орден Карађорђеве звезде са мачевима III степена - ФАОБр. 153961, 11.04.1920.
- Орден Карађорђеве звезде III степена - АђБр.2257, 25.01.1928.
- Орден Белог орла са мачевима III реда - ФАОБр. 9782, 31.05.1915.
- Орден Југословенске круне III реда - АђБр. 20809, 06.09.1930.
- Орден Југословенске круне I реда - АђБр. 4484, 26.02.1937.